# 出来るかい?出来るかい?
「出来るかい？出来るかい？」（できるかいできるかい）は1970年6月にザ・テンプターズがリリースした11枚目のシングルである。

## 解説
- 公称3,000枚程度の売上にとどまった。

## 収録曲
1. 出来るかい？出来るかい？（3分1秒）ソロ：萩原健一
  - 作詞:なかにし礼／作曲・編曲:川口真
2. 愛の葬送（2分29秒）ソロ：萩原健一
  - 作詞:なかにし礼／作曲・編曲：川口真